# Rata de les acàcies
La rata de les acàcies (Thallomys paedulcus) és una espècie de rosegador de la família dels múrids. Viu a Angola, Botswana, Etiòpia, Kenya, Moçambic, Namíbia, la República Democràtica del Congo, Somàlia, Sud-àfrica, Eswatini, Tanzània, Zàmbia i Zimbàbue. Es tracta d'un animal arborícola. El seu hàbitat natural són els matollars amb acàcies. És una espècie en risc mínim, és a dir, no sembla que hi hagi cap amenaça significativa per a la seva supervivència.